# 吉野美佳
吉野 美佳（よしの みか、1971年8月31日 - ）は日本の元タレント。神奈川県茅ヶ崎市出身。所属していた事務所はユウ・プランターズ（1998年当時）。夫はMr.Childrenのボーカル・桜井和寿、長男は元インナージャーニーのドラマー兼俳優・櫻井海音。

## 来歴
1992年11月 : アイドルユニットギリギリガールズに参加。TV番組ギルガメッシュないとや平成女学園で活躍した。
2000年6月 : Mr.Children・桜井和寿と結婚。
翌年の2001年4月には長男である櫻井海音を出産した。長男・海音は後にkaito名義で芸能界デビューも果たしている。

## 出演

### テレビ
- 平成女学園（テレビ東京）[6]
- ギルガメッシュないと（テレビ東京）[6]

### テレビドラマ
- ヘルプ!（フジテレビ）- 第3話[8]
- 人生は上々だ（TBS）[6] - 第4話[8]
- 仮想空間Σ～インタラクティブゲーム　大航海時代（NHK-BS2,1996年7月20日）[8]
- 木曜の怪談 怪奇倶楽部（小学生編、中学生編）（フジテレビ）- 第32話[8]

### CM
- 京王閣競輪[6]
- 日清食品棒棒鶏[6]